# ティムガッド
ティムガッド (تيمقاد ; Thamugadi) は、西暦100年頃にトラヤヌス帝によって建設された古代ローマの植民都市である。古代ローマ時代にはタムガス (Thamugas) と呼ばれていた。ティムガッドの遺跡は、古代ローマの都市計画に碁盤目状の区画が導入された例を伝える、現存する最良の遺跡の一つである。長い間砂に埋もれていたことから保存状態がよく、「アフリカのポンペイ」の異名をとる。

## 概要
遺跡は、現アルジェリアのバトナから35kmのところにある。この町は元々、オーレス山地近隣における対ベルベル人の要塞とすることを主目的に、何もないところに建市された軍事植民地であった。最初にそこに居住したのは、古代ローマ軍での数年の軍役を終え、その見返りに土地を給付されたパルティア人が大半であった。
6つの道の交差点に位置したこの町には壁が張り巡らされていたが、城塞都市といえるものではなかった。本来は収容人員15000人を想定して設計された都市であったが、すぐに予定をオーバーし、碁盤目状の区画の外側に、より柔軟な区画設計で拡大していった。
本来のローマの碁盤目状の区画は、部分的に復元されたコリント式の円柱が並んでいる東西方向のデクマヌス・マクシムス通りと南北方向のカルド・マクシムス通りによって線引きされている直行的デザインのうちに、大々的に見出すことが出来る。カルドは町を完全に貫くものではなく、デクマヌスとの交差点にあたるフォルム（公共広場）で止まっている。
デクマヌスの西端には、高さ12mの凱旋門「トラヤヌスの門」がそびえている。この門は、1900年に部分的に修復されている。門は主に砂岩で出来ており、3つのアーチを持つコリント式に属している。この凱旋門は「ティムガッドの門」としても知られている。トラヤヌス帝は多くの「トラヤヌス門」を作ったので、この「ティムガッドの門」はそれらのひとつに過ぎない。 

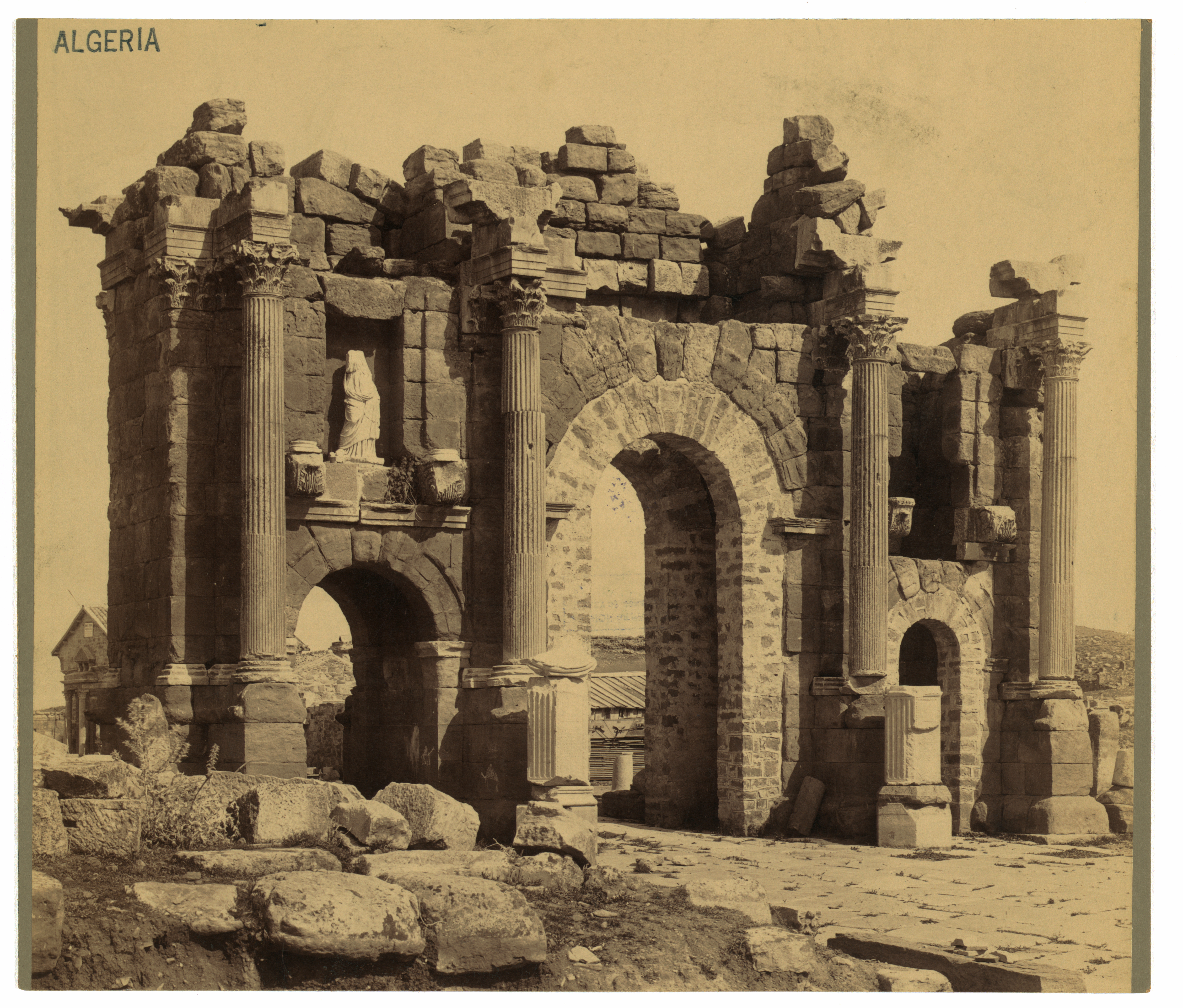
19世紀の絵葉書にみるティムガッド門

3500人収容のローマ劇場は保存状態が良く、現代の上演などにも使われている。他の主要建造物には、4つの公衆浴場や図書館、バシリカなどがある。その他にも「小浴場群」、「博物館」、「ビザンティン要塞」、なども存在している。4つの公衆浴場は「東側浴場」「北側浴場」とこれら２つより規模の大きな「南側浴場」「北側浴場」が存在している。「図書館」は現代のように簡単に本が手に入らなかったローマ時代に、本が集められていたことから「知の宝庫」とされていた。知識があると自認していた者は図書館に通っていたと言われている。「バシリカ」はフォーラムに併設されていた屋根付きの建造物である。ここでは商取引を行う市場の役割や、ときには裁判所として利用されていたこともある。「博物館」はティムガッドの遺跡から発見された200以上のモザイクがここに保存されている。「ビーナスの勝利」などの傑作がここに展示されている。「ビザンティン要塞」はビザンティン帝国が支配した時代に軍隊が駐屯していた場所で、112m×56mという広大な敷地を高さ2.5mという大きな高さの厚い壁で囲っていたとされている。
また、ローマのパンテオンに匹敵する規模の、ユピテルに捧げられた神殿も存在し、そのそばには7世紀に遡る円い後陣を持つ四角い教会堂がある。より後の時代にはなるが、都市の南東部には、東ローマ帝国によって建造されたシタデル（城塞）も存在する。
都市は建造された後の数百年間は平和を謳歌し、3世紀に始まったキリスト教活動の中心の一つとなった。4世紀には異端派ドナトゥス派の拠点となった。
5世紀には、ヴァンダルの侵略を受け、都市は没落した。535年には東ローマの将軍ソロモン（Solomon）が占拠し、改めて都市を建造した。この結果、主要なキリスト教都市として再び人々が住まうようになったが、7世紀にはベルベル人の侵攻を受け、打ち棄てられた。以降、1881年に発掘されるまで、ティムガッドは歴史の表舞台から姿を消すこととなる。

## 発見について
18世紀スコットランドの旅行作家ジェームズ・ブルースが、1765年12月12日にティムガッドとらしき場所についたことを記述し、同行していたフィレンツェの画家ルイージ・バルガーニが絵を書き残している。日記などをまとめた5巻からなる『ナイル探検』を出版した。
ジェームズ・ブルースが訪れてから110年後の1875年に、ブルースに敬意を抱いていたアルジェの英国領事ロバート・ランバート・プレイフェアがブルースの記録した遺跡巡りの中で訪れ、1877年に『アルジェリアとチュニスにおけるブルースの足跡をたどる旅』として出版した。プレイフェアが発見して数年後の1881年にフランスが領有し、フランスによってティムガット遺跡は系統立てて発掘調査された。
発見されたとき、都市遺跡の周辺は海抜1000mの肥沃な農業地帯となっていたが、ティムガッドの遺跡地帯はサハラに侵食されていた。しかし、この侵食によって人が寄り付かなくなっており、結果として、砂に埋もれた遺跡群は新たな都市化の波を被ることがなく、良好な保存状態を保つこととなったのである。

## 世界遺産
ティムガッドは、アルジェリアの他の古代ローマ都市ジェミラ、ティパサなどとともに、1982年にユネスコの世界遺産に登録された。

### 登録基準
この世界遺産は世界遺産登録基準のうち、以下の条件を満たし、登録された（以下の基準は世界遺産センター公表の登録基準からの翻訳、引用である）。
- (2) ある期間を通じてまたはある文化圏において、建築、技術、記念碑的芸術、都市計画、景観デザインの発展に関し、人類の価値の重要な交流を示すもの。
- (3) 現存するまたは消滅した文化的伝統または文明の、唯一のまたは少なくとも稀な証拠。
- (4) 人類の歴史上重要な時代を例証する建築様式、建築物群、技術の集積または景観の優れた例。